# Ledovcové oko

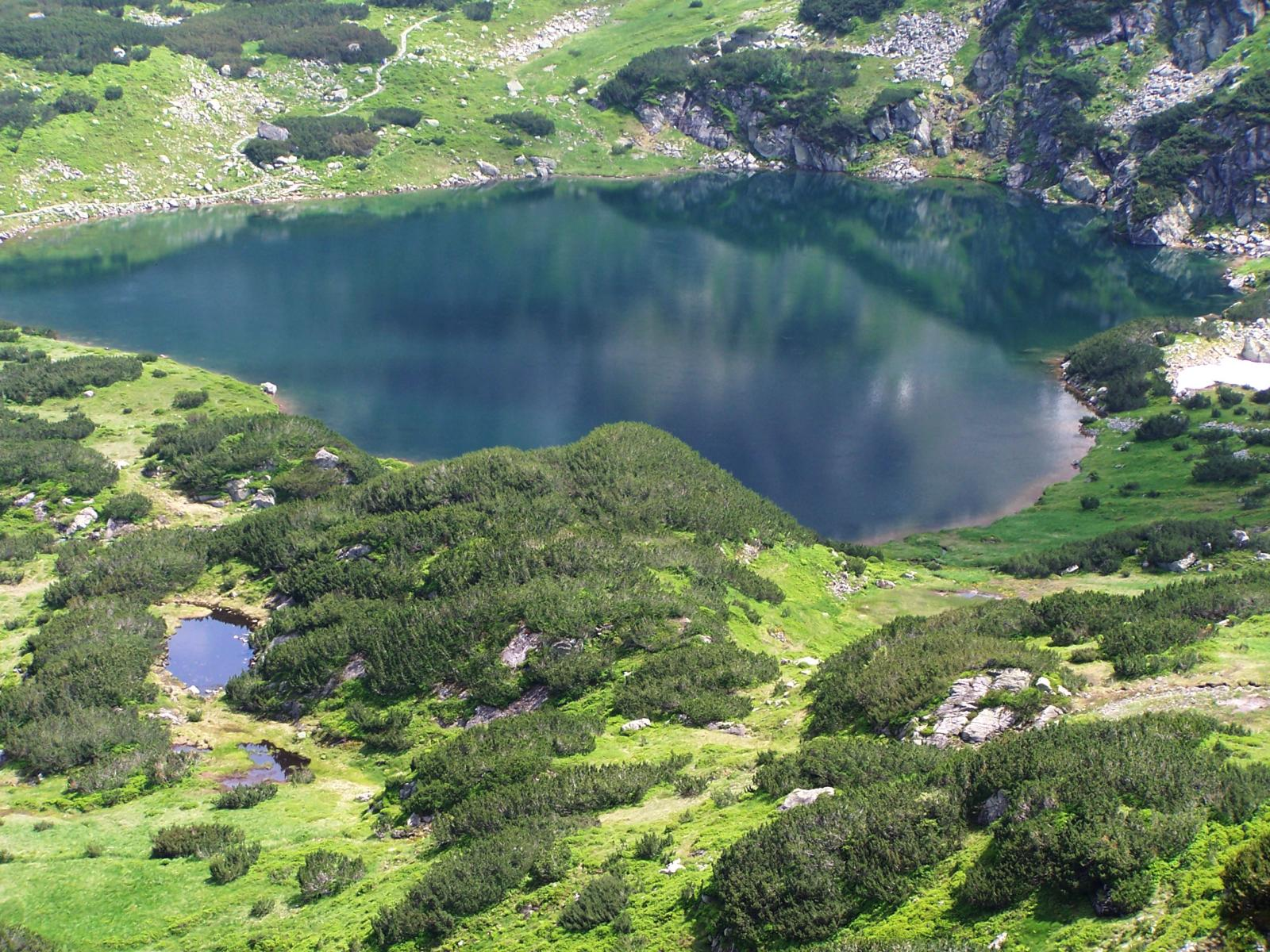
vlevo pod velkým kulatým plesem (Zielony Staw Gąsienicowy) se nachází malý Kotlinowy Stawek – příklad ledovcového oka

Ledovcové oko, horské oko je malé většinou kulaté jezero, které vzniklo v prohlubni po roztopení zbytků mrtvého ledu. Často se vyskytuje v horských údolích v blízkosti větších jezer – ples.

## Příklady
- Batizovské oká v Batizovské dolině ve Vysokých Tatrách na Slovensku
- Hincove oká v Mengusovské dolině ve Vysokých Tatrách na Slovensku
- Pusté oko ve Veľké Studené dolině ve Vysokých Tatrách na Slovensku
- Zamrznuté oká v Bielovodské dolině ve Vysokých Tatrách na Slovensku
- Kotlinowy Stawek v Dolinie Gąsienicowej ve Vysokých Tatrách v Polsku
- Tiché jezero (Stiller See) v povodí Řezné na Šumavě v Německu